# Kristýna Matoušová
Kristýna Matoušová, rozená Jílková (* 16. října 1988), je bývalá česká florbalistka, reprezentantka, sedminásobná mistryně Česka a bronzová medailistka z Mistrovství světa 2011. V českých nejvyšších florbalových soutěžích hrála v letech 2001 až 2014.

## Klubová kariéra
Jílková se k florbalu dostala v roce 2000 ve 12 letech na osmiletém gymnáziu ve Svitavech. O rok později začala trénovat v klubu FbK Svitavy. Již v sezóně 2001/2002 nastupovala v ženském týmu ve 2. lize žen. V dalších třech sezónách již byla nejproduktivnější hráčkou týmu a v poslední z nich v roce 2005 Svitavy postoupily do nejvyšší soutěže. V roce 2006 v první sezóně v 1. lize postoupily Svitavy do play-off a Jílková byla pátou nejproduktivnější hráčkou soutěže. V polovině následující sezóny přestoupila Jílková do klubu 1. HFK Děkanka Praha (a Svitavy následně sestoupily).
V sezónách 2006/2007 až 2012/2013 získala s Děkanku a z ní vzniklého klubu Herbadent SJM Praha 11 sedm mistrovských titulů v řadě. Dále získala s týmem v letech 2006 až 2013 osm českých pohárových titulů v řadě a v letech 2008 a 2009 bronz na Poháru mistrů. Po sezóně 2013/2014, ve které byla kapitánkou týmu a ve které skončily na druhém místě, ukončila vrcholovou kariéru.
Ve florbale dál působí. Je mimo jiné ředitelkou mezinárodního turnaje Czech Open.

## Reprezentační kariéra
Jílková byla v roce 2004 vybrána do nově založené juniorské reprezentace, se kterou se měla zúčastnit prvního mistrovství světa juniorek v roce 2004. Kvůli záchvatu epilepsie na letišti na šampionát neodcestovala. Dalšího juniorského mistrovství v roce 2006 se již zúčastnila jako kapitánka a byla nejproduktivnější hráčkou týmu.
S ženskou reprezentací se Jílková zúčastnila všech mistrovství světa mezi lety 2005 a 2013. S pěti starty patří k českým hráčkám s nejvyšším počtem účastí. Na mistrovství v roce 2009 byla nejproduktivnější českou hráčkou. Na šampionátu v roce 2011 získala s reprezentací první českou ženskou bronzovou medaili a překonala Ilonu Novotnou v historických střeleckých statistikách.
Na Euro Floorball Tour v roce 2009 byla u první remízy s Finskem a v roce 2013 přispěla asistencí k první porážce.
| Umístění         | Soutěž                                                       |
| ---------------- | ------------------------------------------------------------ |
| 7.               | Mistrovství světa ve florbale žen 2005                       |
| 4.               | Mistrovství světa ve florbale žen do 19 let 2006 (kapitánka) |
| 5.               | Mistrovství světa ve florbale žen 2007                       |
| 4.               | Mistrovství světa ve florbale žen 2009                       |
| Bronzová medaile | Mistrovství světa ve florbale žen 2011                       |
| 4.               | Mistrovství světa ve florbale žen 2013                       |

## Ocenění
Za sezónu 2006/2007 byla zvolena za nejlepší juniorku a za sezónu 2010/2011 skončila na druhém místě v ženské kategorii.

## Televize
Od konce své vrcholové hráčské kariéry působí externě jako florbalová expertka v České televizi.